# Teodora Boicu-Untaru
Teodora Boicu-Untaru es una deportista rumana que compitió en remo.
Ganó una medalla en el Campeonato Mundial de Remo de 1974 y seis medallas en el Campeonato Europeo de Remo entre los años 1967 y 1973.

## Palmarés internacional
| Campeonato Mundial | Campeonato Mundial     | Campeonato Mundial | Campeonato Mundial       |
| Año                | Lugar                  | Medalla            | Prueba                   |
| ------------------ | ---------------------- | ------------------ | ------------------------ |
| 1974               | Lucerna (Suiza)        | Medalla de plata   | Cuatro scull con timonel |
| Campeonato Europeo |                        |                    |                          |
| Año                | Lugar                  | Medalla            | Prueba                   |
| 1967               | Vichy (Francia)        | Medalla de bronce  | Cuatro con timonel       |
| 1967               | Vichy (Francia)        | Medalla de bronce  | Ocho con timonel         |
| 1970               | Tata (Hungría)         | Medalla de bronce  | Ocho con timonel         |
| 1971               | Copenhague (Dinamarca) | Medalla de plata   | Cuatro con timonel       |
| 1972               | Brandeburgo (RDA)      | Medalla de oro     | Cuatro scull con timonel |
| 1973               | Moscú (URSS)           | Medalla de plata   | Cuatro scull con timonel |